# Synergy (графический интерфейс)
Synergy — графический интерфейс в телефонах Motorola. Входит в состав ОС P2K.
Выводится на экран с помощью специальной частью ОС — UIS. UIS предоставляет систему диалогов для взаимодействия с пользователем, управляемых из приложений Р2К с помощью событий.

## Версии
Synergy 1.0 использовалась в телефонах Motorola C380, C650, C390 и триплетах (Vxxx). Первая версия графического интерфейса.
Synergy 2.0 использовалась в E398, Motorola RAZR V3, SLVR L6/L7. Добавлена поддержка скинов (в L6 её нет).
Synergy 2.1 использовалась в Motorola ROKR E1 — была добавлена поддержка специальных Java-приложений CORElet. Ничто не мешает установить прошивку с Synergy 2.1 на E398.

Убрана функция «Темы» и «Motomixer».
Synergy 2.2: используется в телефоне Motorola K1/L9/L7e/Z3 и прочих с двумя софт-кнопками.
Synergy 3.0 используется в Motorola Razr2 V9. В ней по умолчанию 12 пунктов меню, добавлены «Темы» убранные в версии 2.1 и Media Center — что-то вроде библиотеки файлов. Добавлена поддержка внешнего сенсорного экрана.
По состоянию на конец 2009 года интерфейс Synergy не развивается.

## Интерфейс
Интерфейс Synergy управляется пятипозиционным джойстиком и тремя (в Synergy 2.2 двумя) софт-кнопками. Также при нажатии кнопки «Закончить вызов» вы выйдете на «рабочий стол».
С версии 2.0 поддерживается до 16 пунктов главного меню, хотя по умолчанию их 9 или 12. Меню можно изменить специальными программами (стандартно — только менять местами пункты). До версии 2.2 в подменю поддерживалось до 6 пунктов в режиме «Иконки» (при большем количестве пункты отображались списком). В версии 2.2 подменю «прокручивалось».
Есть несколько типов окон в Synergy:
- Главное меню
- Подменю
- Список функций
- Информационный диалог
- Вопросительный диалог
- Окно ввода текста
  - Окно ввода кода
  - Окно ввода пароля
- Выбор варианта из списка
- USSD/IMEI
- Окно ввода номера
  - Окно «Экстренный вызов»
- Окно «Вставьте SIM»
- Окно изменения громкости

и другие.

## Темы оформления
Темы оформления (скины) — это сам файл .ski, отвечающий за расположение надписей на дисплее телефона и несколько .dat файлов с элементами оформления. Иногда рядом со скином есть JPG-файл с одноимённым названием. В нём содержится фон рабочего стола, устанавливаемый при выборе скина.
В версиях 1.0-2.0 были также «Темы» — в них содержались фон рабочего стола, мелодия звонка и ссылка на цветовую схему или скин. В версии 3.0 «Темы» вернулись.